# 馬修斯峰
67°40′S 67°47′W / 67.667°S 67.783°W
馬修斯峰（英語：Matthews Peak），是南極洲的山峰，位於葛拉漢地西岸的法利埃海岸，處於斯泰瑟姆峰西北面，屬於珀普萊克斯嶺的一部分，海拔高度1,100米，現時由南極條約體系管理。